# Tour San Matteo
La tour San Matteo (en italien : Torre di San Matteo) est située dans le centre historique de Montopoli in Val d'Arno, dans la province de Pise en Toscane,.
D'origine médiévale tardive, elle fit l'objet de diverses interventions et transformations. Réalisée en briques apparentes, elle comporte différents étages.

## Historique
Les sources ont transmis peu d'informations sur la tour San Matteo. Nous savons avec certitude que Neri Capponi y participa en 1431, envoyé par la république de Florence pour renforcer le château de Montopoli.

## DEscription
En regardant du côté nord-ouest, on peut voir comment la première version du bâtiment était ici ouverte, alors qu'elle était constituée de maçonnerie continue sur les trois autres élévations. Il s'agissait donc d'une tour de garde anti-arrêt le long de l'enceinte médiévale du château qui devait former à cet endroit un angle. La construction du sommet se terminait à l'origine par un crénelage, qui était ensuite intégré à la maçonnerie destinée à soutenir la toiture. Cela s'est produit lorsque le côté ouvert était fermé, à l'exception de certaines fenêtres et portes, qui ont été remplies d'une autre maçonnerie encore plus tard. Une fois les murs démolis, d'autres transformations ont eu lieu, comme l'ajout d'une petite maison et le support d'un mur de clôture de jardin, supprimés lors de la restauration de la place voisine et de la tour elle-même entre la fin du XXe siècle et la première décennie du suivant.
Grâce à des restaurations récentes, il a été possible de procéder à la récupération de la tour et à son inclusion dans le Système des Musées Montopolese.

## Galerie

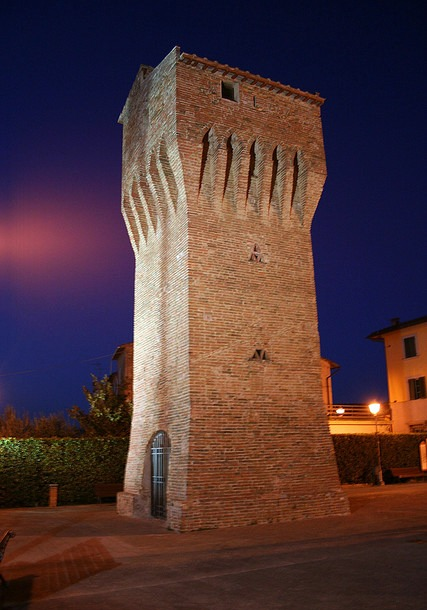
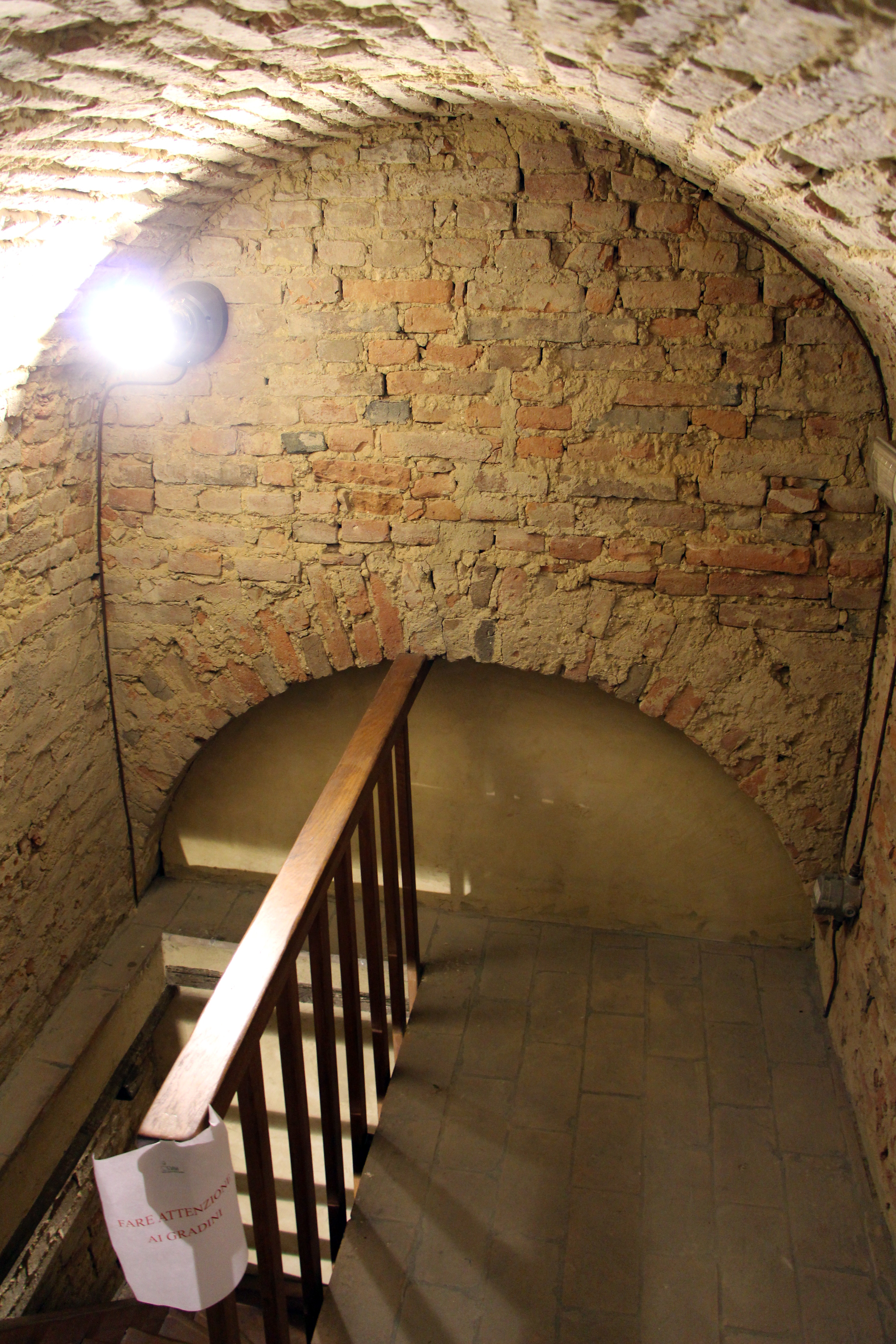